# Pristimantis crenunguis
Pristimantis crenunguis es una especie de anfibio anuro de la familia Craugastoridae.

## Distribución
Esta especie es endémica de la provincia de Pichincha en Ecuador. Habita entre los 760 y los 2,486 m sobre el nivel del mar en el lado occidental de la Cordillera Occidental.

## Descripción
Los machos miden de 35.2 a 49.2 mm.

## Publicación original
- Lynch, 1976 : New species of frogs (Leptodactylidae: Eleutherodactylus) from the Pacific versant of Ecuador. Occasional papers of the Museum of Natural History, the University of Kansas, n.º 55, p. 1-33[5]